# Ana María Romero de Campero
Ana María Romero de Campero (née le 29 juin 1941 à La Paz où elle est morte le 25 octobre 2010) est une journaliste, écrivaine, activiste, femme politique bolivienne, ministre de la Presse et de l'Information et première Défenseure des droits humains de Bolivie de 1998-2003 et présidente du Sénat de Bolivie en 2010.

## Jeunesse et famille
Ana Maria Romero de Campero est née à La Paz, en Bolivie, dans une famille aux idées libérales de la classe moyenne. Elle est baptisée Ana Maria de las Nieves (Ana Maria des neiges) en raison de la tempête de neige inhabituelle qui a eu lieu le jour de sa naissance. Cependant, tout au long de sa vie et de son activité publique, elle utilise différentes variantes de son nom. Elle explique qu'Ana Maria Romero est son nom de jeune fille ; Ana Maria Romero de Campero, son nom d'épouse ; celui inscrit sur sa carte d'identité, Ana Maria Campero, son nom journalistique ; et Anamar, son nom de guerre.
Elle vit une partie de son enfance avec ses frères et sœurs sous la garde de sa grand-mère paternelle, une femme dont le caractère fort, la ténacité et la rigueur de la discipline influencent définitivement son éducation. Dans le même temps, son enfance est profondément marquée par les vicissitudes de la politique bolivienne. Son père, Gonzalo Romero, est une figure de proue du parti socialiste bolivien (Falange Socialista Boliviana), un mouvement politique qui rejoint l'opposition après la révolution d'avril 1952 et est soumis à la persécution politique du régime au pouvoir.
Sa famille paternelle est originaire de la ville de Cinti, dans la zone rurale du sud de la Bolivie, où elle voyage souvent pendant son enfance et qu'elle aime évoquer en raison de la beauté de son paysage. Son grand-père paternel et son arrière-grand-père ont également œuvré dans la diplomatie, le journalisme et la politique.
Ana Maria Romero fait ses études à l'école du Sacré-Cœur de la ville de La Paz et à l'école catholique irlandaise de Cochabamba, où elle vit pendant l'exil de son père. Possédant de fortes convictions et un grand charisme, elle fait preuve de leadership dès ses années universitaires lorsqu'elle est élue présidente du Centre des étudiants en journalisme de l'université catholique, entre 1968 et 1970.
En 1961, Ana Maria Romero épouse Fernando A. Campero Prudencio, un mariage qui durera 49 ans, jusqu'à sa mort. Elle dépeint son mari comme une personne autonome, en avance sur son temps et qui l'a aidée à grandir professionnellement et intellectuellement. Son mariage et la maternité subséquente avec trois enfants ne l'ont pas empêchée de terminer ses études universitaires, de développer une carrière brillante dans le journalisme et d'exceller dans la vie publique, même à une époque où ces activités étaient majoritairement masculines.

## Études universitaires et journalisme
Ana Maria Romero est une lectrice précoce dans la grande bibliothèque de sa famille paternelle, qui comprend non seulement de la littérature, mais aussi des ouvrages politiques et philosophiques, et qui contribuera à définir plus tard son penchant pour le journalisme. Encouragée par le climat domestique et par son oncle, l'avocat et journaliste Carlos Romero, elle commence sa carrière dans le journalisme après la naissance de ses deux premiers enfants.
Elle pratique le journalisme pendant trois décennies, occupant une variété de fonctions et de postes tout au long de sa carrière. Elle travaille comme reporter, chroniqueuse et correspondante de presse internationale en Bolivie ainsi qu'à l'étranger. Elle est diplômée en tant que journaliste de l'université catholique de Bolivie en 1976. Elle suit par la suite des cours de théologie à l'université de Georgetown à Washington, D.C., aux États-Unis en 1985.
À 25 ans, elle rejoint l'hebdomadaire du journal El Diario en tant que chroniqueuse. Alors qu'elle travaille comme journaliste à l'agence de presse Fides et à Radio Fides jusqu'en 1979, elle rencontre des personnalités clés de l'histoire de la Bolivie, dont le journaliste jésuite Luis Espinal, assassiné en mars 1980. En mai 1980, Ana Maria Romero fonde l'hebdomadaire Apertura (Ouverture) avec son mentor José Gramunt de Moragas SJ et d'autres journalistes. Apertura, qui est au départ un espace de défense de la démocratie, survit pendant 10 semaines puis est contraint de fermer en raison du régime de terreur et de despotisme imposé par le dictateur Luis García Meza et son ministre de l'Intérieur de l'époque, Luis Arce Gómez.
Pendant sept ans, elle dirige en tant que rédactrice en chef et directrice exécutive l'un des journaux les plus influents de son pays, le quotidien national Presencia, propriété de l'Église catholique, où elle fut également directrice adjointe et cheffe de la presse. En 1998, elle reçoit le Prix national du journalisme «pour un travail mené avec une éthique et une excellence professionnelle reconnues».
Parmi les agences et organisations médiatiques nationales et internationales pour lesquelles elle a mené des reportages, on compte les magazines TIME (États-Unis) et Proceso (Mexique) ; les agences de presse Fides (Bolivie), Inter Press Service (Italie) et l'agence de presse allemande DPA ; et les journaux ABC (Espagne), Hoy (Équateur), La República (Uruguay), El Diario, Presencia et La Razón (Bolivie).
Ana Maria Romero est également active dans les organisations de confraternité journalistiques. Première femme à présider l'Association des journalistes, elle fonde et dirige également le Cercle des femmes journalistes. Au cours de son mandat (1988-1990), l'organisation crée le Prix national du journalisme. Elle est ensuite élue présidente de l'Association nationale de la presse. Elle est nommée secrétaire générale de l'Association latino-américaine de la presse catholique (UCLAP), membre du Conseil permanent de l'Union catholique internationale de la presse (UCIP) et vice-présidente de la Fédération internationale des journaux.

## Défenseure des droits humains
En 1998, elle est nommée par le Congrès national bolivien comme la première Defensor del Pueblo du pays,, ce qui peut se traduire par Défenseure des droits humains, après avoir été nommée par les principaux organes de presse du pays et avoir reçu plus des deux-tiers des votes électoraux au Congrès national.
Ses idéaux de liberté et d'inclusion, ainsi que sa défense résolue des droits humains universels, sont rapidement repris au cours d'un mandat qui marquera l'histoire pour avoir rendu visibles des sujets historiquement marginalisés au sein de la société bolivienne. En outre, sa position a acquis une grande importance publique en donnant au Bureau du  défenseur un rôle dans de nombreux conflits sociaux et politiques auxquels le pays est confronté. En tant que Défenseure, elle dénonce les violations des droits de l'homme qui ont lieu dans la région de Chapare à la suite des affrontements entre les forces de sécurité et les producteurs de coca. De même, elle travaille contre les réseaux de trafic d'êtres humains et en faveur de groupes discriminés, tels que les employés de maison, les patients atteints de troubles rénaux, les victimes du sida, les prisonniers et les travailleurs indigènes. Elle suscite le respect du public pour son dévouement à son travail, accompagnée d'une utilisation modérée de sa voix publique, en prenant toujours soin de choisir le ton le plus approprié pour émettre des avertissements, des revendications et des jugements.
Devenue une figure respectée et, en même temps redoutée, par le spectre politique, son mandat en tant que Défenseuse commence à être remis en question par un secteur du parti au pouvoir, le MNR, et leur représentation au Congrès. En septembre 2003, le président Gonzalo Sanchez de Lozada refuse de réélire Ana Maria Romero au pouvoir et a ordonne au banc du MRN de bloquer le vote en sa faveur au Congrès. Cela provoque une confrontation avec le vice-président Carlos Mesa, qui tente en vain d'empêcher cette décision, compte tenu de l'excellente réputation de la Défenseure. En 2003, Ana Maria Romero achève son mandat constitutionnel de Défenseure, avec un bilan qui lui vaut une large reconnaissance et de nombreux prix nationaux et internationaux.
En 2004, elle crée la Fondation UNIR (Fundación UNIR), une organisation non gouvernementale qui travaille depuis à la construction de processus de médiation et à la promotion d'une culture de la paix en Bolivie à travers des initiatives de dialogue, de négociation pendant les conflits, d'information et de délibération, qu'elle dirigea jusqu'en 2008. Pendant la crise politique de 2007 et 2008, engendrée par l'opposition des départements de l'est de la Bolivie de Beni, Pando, Santa Cruz, Chuquisaca et Tarija au gouvernement du Movimiento al Socialismo (MAS) et à la présidence d'Evo Morales, la Fondation UNIR parraine plusieurs ateliers et initiatives de dialogue dans ces départements, ainsi qu'à La Paz et El Alto, pour rapprocher ces secteurs politiquement confrontés tenant des positions bien ancrées.
Ana María Romero dirige la Fondation UNIR jusqu'en décembre 2008, date à laquelle elle prend sa retraite pour faire une pause et consacrer son temps à l'écriture d'un roman, qu'elle ne pourra pas terminer en raison de son entrée en politique et de sa maladie ultérieure.

## Vie politique
Ana Maria Romero est une militante active de la démocratie et des droits humains dans son pays. En 1979, elle interrompt sa carrière de journaliste pour occuper le poste de Ministre de la Presse et de l'Information, pendant le bref gouvernement de Walter Guevara Arze. Il devient président de la Bolivie par succession constitutionnelle en août 1979, mais est renversé par un coup d'État militaire dirigé par le colonel Alberto Natusch Busch en novembre de la même année durant le massacre de tous les saints, où plus de 100 personnes sont tuées lors d'un déploiement massif de violence avec une brutalité exceptionnelle.
Pendant cette période, Ana Maria Romero est chargée de coordination avec la presse nationale et plus de 100 journalistes internationaux arrivés dans le pays pour couvrir la neuvième Assemblée générale de l'Organisation des États américains (OEA). La Bolivie obtient une victoire diplomatique majeure lors de ce rassemblement en approuvant une déclaration qui reconnait «la revendication maritime bolivienne comme une question d'intérêt hémisphérique».
Lorsqu'elle est investie du portefeuille du ministère de la Presse et de l'Information, son père, Gonzalo Romero, est déjà ambassadeur de la Bolivie auprès de l'OEA. Il est le créateur et principal promoteur de la résolution de l'OEA en 1979 qui exhorte le Chili à donner à la Bolivie un accès souverain à l'Océan Pacifique .
Mais sa performance la plus décisive en tant que ministre est à la tête de la résistance démocratique au coup d'État militaire. Le 1er novembre 1979, alors que le colonel Natusch prend le pouvoir par la force, Ana Maria Romero défend le gouvernement démocratique dans des discours radiophoniques tout au long de cette journée sanglante. C'est elle qui prend la responsabilité de discréditer les versions de la démission de Walter Guevara Arze présentées par le régime de facto, en annonçant l'existence d'un gouvernement constitutionnel clandestin et en défendant l'Etat de droit.
Des années plus tard, le 11 octobre 2003, les forces de l'armée bolivienne, sur ordre du Gouvernement de Gonzalo Sanchez de Lozada, tirent sur une foule en colère de la ville d'El Alto. La foule tente d'arrêter un convoi transportant du carburant et de la nourriture dans la ville de La Paz, qui a besoin de ces approvisionnements après plusieurs jours de blocages par des mouvements sociaux unifiés autour du principe de la nationalisation des hydrocarbures et de la convocation d'une nouvelle Assemblée constituante pour la Bolivie. La fusillade fait 29 morts et d'innombrables blessés. En réaction à ces événements, Ana Maria Romero mène une grève de la faim appelant à la paix et à la démission de Sanchez de Lozada. Avec des dirigeants autochtones, des intellectuels, des étudiants, des enseignants et des représentants de la société civile, elle se prononce fermement contre les violences qui ont eu lieu à El Alto et pour défendre le grand nombre de victimes de ce que l'on a appelé la «guerre du gaz».
Grâce à son influence et à sa forte montée en puissance, elle reçoit de nombreuses invitations à être candidate à la Présidence et à la Vice-Présidence, à la fois de partis de droite et de gauche, qu'elle rejette systématiquement, en respectant les dispositions de la loi qui interdit à toute personne ayant exercé les fonctions de  défenseur des droits humains de postuler à toute charge publique élective au cours des cinq années suivant la fin de son mandat. Malgré le fait que cette loi viole ses droits civils et politiques, elle s'y conforme sans réserve, car «il était important d'établir que l'institution ne devait pas servir de tremplin politique vers la politique, comme c'était le cas dans d'autres pays».
Après l'expiration de cette période, elle accepte l'invitation d'Evo Morales à se présenter au premier siège du département de La Paz au Sénat lors des élections de décembre 2009 à l'Assemblée législative plurinationale de la Bolivie,. Elle se présente sur les listes du parti MAS, mais en tant que candidate indépendante, et est élue à une large majorité. Alors qu'elle se rend aux élections en tant que candidate indépendante - puisqu'elle n'était inscrite dans aucun parti politique - sa détermination suscite beaucoup de controverses et des opinions partagées dans le pays, provoquant des réactions de soutien et de désapprobation. Cette situation la motive à expliquer publiquement ses raisons dans une lettre ouverte, dans laquelle elle déclare :
«(…) Mon entrée en politique a généré et continuera de générer toutes sortes de réactions. Je les reçois dans le cadre du coût d'entrée sur la scène publique et comme signe de la polarisation dans laquelle nous vivons aujourd'hui. Nous nous plaignons beaucoup de ce qui se passe dans le pays ; nous passons notre vie à dire ce qui devrait ou ne devrait pas être fait, à jeter des cailloux aux fenêtres du pouvoir, mais nous ne sommes jamais disposés à changer les choses de l'intérieur. Et je dis nous parce que j'ai aussi fait partie de ce chœur de tragédie grecque jusqu'à la semaine dernière. Mais l'horreur que nous pourrions finir par diviser notre pays et la crainte que le processus qui pourrait nous permettre de construire un pays équitable et juste ne soit refoulé, se sont enfoncées en moi pendant cette période de ma retraite et j'ai décidé de faire un pas en avant. J'agis avec la conviction que je ne peux pas nier, d'offrir mes efforts pour construire des ponts et rechercher des accords - ce à quoi le président Morales m'a demandé de contribuer. Cela ne m'empêchera cependant pas de porter un regard critique sur le processus [de changement], car je considère que ses défauts ou ses excès ne seront pas corrigés par la haine et les animosités mais en comprenant correctement le moment exceptionnel dans lequel nous vivons. Nous avons tous notre part de responsabilité en contribuant au succès de ceux qui proposent de laisser derrière eux une longue nuit d'injustice et d'oppression.
Comme c'est le cas pour les peuples autochtones, les femmes sont en train de conquérir un espace d'égalité dans le monde politique où nous aimerions faire une différence. J'adore la Bolivie, j'aime mon peuple, je me sens profondément attachée à son avenir et, en particulier, aux humbles et à leur destin. Je crois qu'il faut des gens de l'Assemblée législative plurinationale pour aider à articuler les accords nécessaires pour consolider les changements, pour écouter les idées des autres avec respect et pour façonner le nouvel État qui émergera de la nouvelle constitution politique, en se concentrant sur le bien commun. Je me sens privilégiée d'être l'une d'entre eux. Ma vie me quitte et j'ai décidé de la dépenser dans cette tentative. Ce sera mon dernier effort et, espérons-le, fructueux, pour agir afin que nous, Boliviens, nous nous comprenions les uns les autres et construisions un pays sans haine, sans racisme ou sans régionalismes incompris pour nos fils, nos filles et leurs descendants. Un pays en somme, où - pour paraphraser Carlos Hugo Molina - nous nous sentions tous et toutes à l'aise »,.
En janvier 2010, l'Assemblée législative plurinationale naissante élit Ana Maria Romero à l'unanimité à la présidence du Sénat, poste qu'elle a l'intention d'utiliser pour encourager la communication et l'établissement d'un consensus entre les différents secteurs du pays polarisé. Ses premières interventions en tant que sénatrice, menant les discussions pour l'approbation du règlement intérieur du Sénat, témoignent du poids moral et du respect que son histoire publique et sa vie ont suscité dans tous les mouvements politiques représentés dans le corps législatif bolivien.
Peu de temps après avoir prêté serment en tant que présidente du Sénat, elle doit demander à s'absenter de son poste pour subir une intervention chirurgicale d'urgence en février 2010, en raison d'une grave maladie intestinale qui, quelques mois plus tard, mettra fin à ses jours.

## Œuvres littéraires et récompenses
En tant qu'écrivain, Ana Maria Romero de Campero publie les livres suivants :
- Not All Ni So Holy, Chronicles On Power, qui raconte son expérience au ministère de la Presse et de l'Information, sous la présidence du Dr Walter Guevara et la résistance démocratique au coup d'État militaire de novembre 1979. Édité par Offset Boliviana Ed. (Edobol) (1996, deux éditions).
- Intimate Country, qui comprend une sélection de chroniques écrites sous le pseudonyme d'Ana Mar dans le journal bolivien La Razón de 1996 à 1998. Éditeurs pluriels (2002).
- Fils croisés[14], un roman de fiction inspiré de ses expériences au Bureau latino-américain de l'agence de presse United Press International (UPI) à Washington DC. Édité par Gente Común Editorial (2005).

Elle publie de nombreux articles et essais sur des sujets de politique sociale, de droits humains, d'éthique, de communication sociale, de résolution de conflits et de culture de la paix.
Elle reçoit de nombreux prix nationaux et internationaux, y compris une nomination pour le prix Nobel de la paix dans le cadre de l'initiative « 1000 femmes pour la paix dans le monde » en 2005, la Légion d'honneur française pour son engagement dans la défense des droits humains en 2004 et le prix de la Fondation allemande Bertelsmann pour sa contribution à la démocratie et à l’État de droit en 2001,.

## Hommages
Après sa mort, le 25 octobre 2010, le gouvernement bolivien déclare sept jours de deuil officiel et Ana Maria Romero de Campero fait l'objet de plusieurs manifestations de reconnaissance posthume, commémorant et soulignant son héritage dans les domaines du journalisme, de la défense de la liberté d'expression et des droits humains, et son travail pour la justice sociale et la paix.

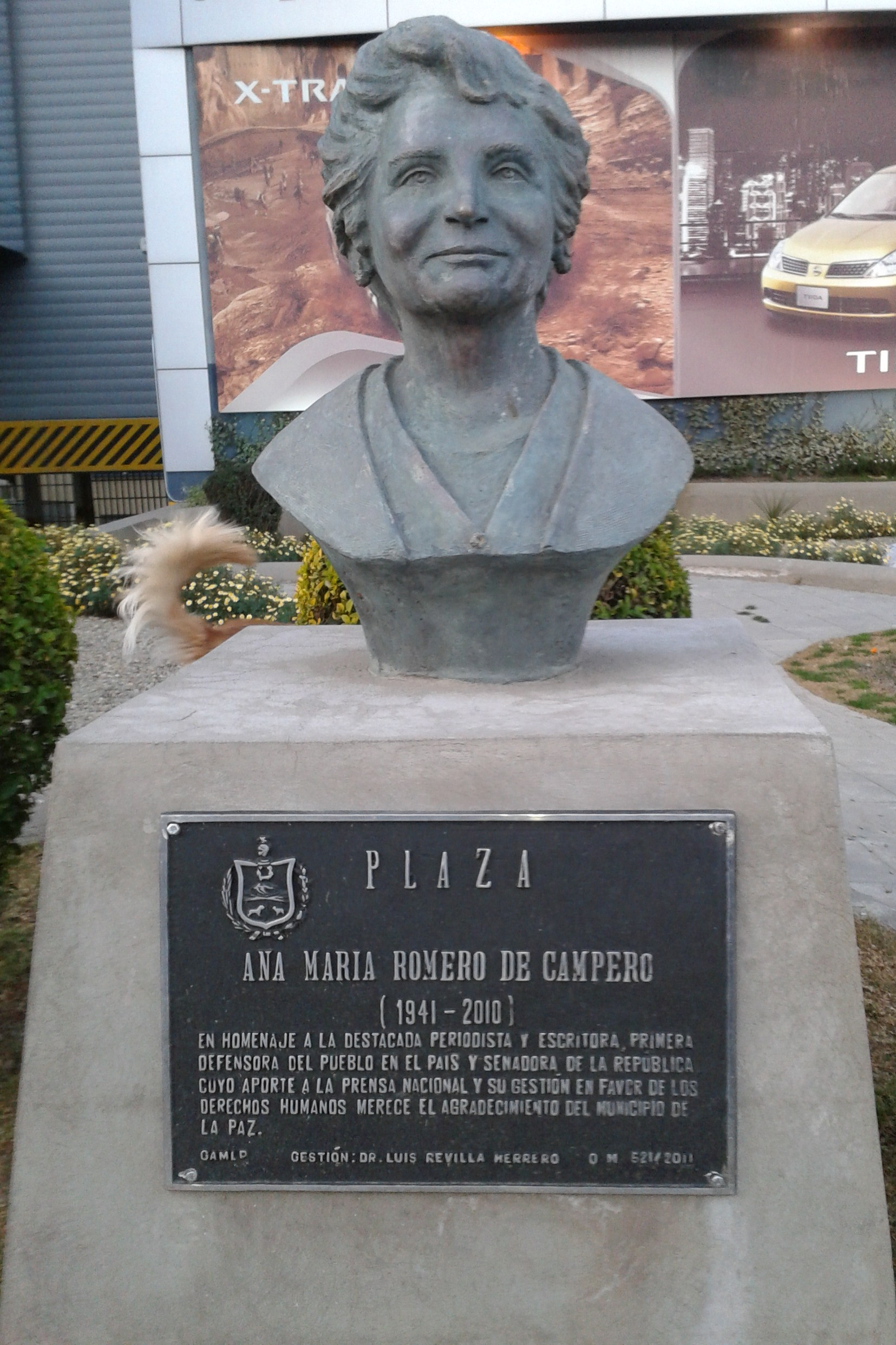
Buste sur la place Ana Maria Romero.

En octobre 2011, la municipalité de la ville de La Paz inaugure et nomme un parc à sa mémoire, situé dans le quartier de Sopocachi, où une statuette de la journaliste bolivienne est érigée.
Diverses organisations boliviennes ont institué des prix qui portent son nom :
- L'Association des journalistes de La Paz, dont elle fut présidente, a créé le prix annuel du mérite professionnel Ana Maria Romero de Campero, pour reconnaître les journalistes ou les citoyens dont le travail dans la défense de la liberté d'expression se distingue.
- La Fondation UNIR a institué le Prix national de la culture de la paix en son nom, afin de souligner l'engagement des personnes physiques ou morales qui ont défendu la construction d'une société pacifique, fondée sur l'équité et la justice, tout comme elle l'a fait dans sa vie[1]. Il s'agit d'un prix biannuel, décerné à l' occasion de la Journée internationale de la paix le 21 septembre et organisé par un certain nombre d'institutions avec la Fondation UNIR[1]. Lors de sa première édition en 2012, le prix a été décerné au prêtre Gregorio Iriarte.
- L'organisation bolivienne Formation et droits des citoyens (CDC par leurs initiales espagnoles) et son réseau de juristes professionnels des droits humains ont créé le prix national des droits humains Ana Maria Romero de Campero, dans le but de reconnaître les citoyens qui se sont distingués dans la promotion, la reconnaissance et la défense des droits humains, ainsi que dans la promotion des valeurs démocratiques[1].

Dans un autre domaine de reconnaissance pour son travail, à l'initiative spontanée d'un groupe de parents de l'urbanisation de San Miguel dans le 7e arrondissement de la ville d'El Alto, une nouvelle unité éducative a été nommée en son honneur. Elle s'adresse aux enfants marginalisés des écoles élémentaires.
En outre, le journal Opinion de Cochabamba, en Bolivie, a publié, dans une édition spéciale de son supplément l'article Anamar - Aimée par le peuple et crainte par les politiciens. Ce rapport passe en revue la vie, le travail et la contribution d'Ana Maria Romero au journalisme, à la défense des droits humains et à l'histoire de son pays et a reçu le Prix national du journalisme 2012 pour la presse écrite, décerné par l'Association des journalistes de La Paz.